# انجمن جوانان عرب
انجمن جوانان عرب (به عربی: الفتاة) انجمنی سیاسی، ملی و عربی مخفی است که توسط گروهی از دانشجویان عرب در سال ۱۹۱۱ در پاریس تأسیس شد و بر تفکر ملی عربی تأثیراتی بر جای گذاشت و خود زمینه‌ساز برگزاری کنفرانس عربی در پاریس در سال ۱۹۱۳ گردید. این انجمن در ایجاد زمینه‌های انقلاب عربی که از حجاز در سال ۱۹۱۶ آغاز شد نیز سهمی داشت.

## اهداف
اهداف این انجمن در آغاز احقاق حقوق اعراب در کشورهایی که تحت سلطه امپراتوری عثمانی قرار داشتند بود از جمله حقوق اجتماعی و ملی آن‌ها و در مقابل انجمن اتحاد و ترقی ترکیه که به سیاست نزدیکی به ترکیه دعوت می‌کرد ایجاد گردید.
بعد از سلسله اعدام‌های اعضای آن در سوریه که بدست حاکم عثمانی آن زمان جمال پاشا خونریز انجام شد این انجمن خواستار خودمختاری در سرزمین‌های عربی گردید و بدنبال آن خواهان استقلال کامل در تمامی سرزمین‌های اعراب شد.

## نقش آن در تعیین پرچم انقلاب عرب
در سال ۱۹۰۹ بعضی از جوانان وابسته به انجمن ادبی عربی که در آستانه تأسیس شده بود تصمیم گرفتند که یک پرچم را که ملیت عرب را نمایندگی کند با چهار رنگ سفید، سیاه، سبز و قرمز و یک بیت از شعر از لصفی الدین الحلی انتخاب کنند.
این پرچم از سه قسمت تشکیل می‌شد. یک سوم بالای آن سیاه، یک سوم پایین آن سفید و یک سوم وسط نیز سبز بود که دو مثلث قرمز نیز در طرفین آن قرار داشت و یک بیت شعر نیز روی آن نوشته شده بود.
پرچم مذکور به عنوان پرچم انجمن جوانان عرب در یک جلسه در دفاتر روزنامه المفید در آذار ۱۹۱۴ انتخاب شد. این پرچم در حقیقت رنگ‌های مختلف پرچم‌های عربی را در خودش داشت از جمله رنگ سیاه که متعلق به دولت عباسی بود، رنگ سفید مربوطه به حکومت اموی و رنگ سبز نیز از آن خلفا راشدین بود.
قبل از انقلاب بزرگ عربی در سال ۱۹۱۵ شریف عبدالله فرزند شریف حسین در دمشق بود که به انجمن پیوست و پرچم را به همراه خودش به حجاز منتقل نمود و آن را به عنوان پرچم انقلاب بحساب آورد و ابیاتی که رویش نوشته شده بود را به همراه یکی از پرچم‌های قرمز حذف نمود که در روزنامه القبله در ۹ شعبان ۱۳۳۵هجری مصادف با اولین سالگرد انقلاب منتشر شد.

## اعضای بنیانگذار
انجمن توسط ۷ دانشجو تأسیس شد:
- عونی عبد الهادی از فلسطین
- رفیق التمیمی از فلسطین
- محمد البعلبکی از لبنان
- محمد عزت دروزه از فلسطین
- جمیل مردم بیک از سوریه
- توفیق السویدی از عراق
- محمد رستم حیدر از لبنان[۷][۸]